# 国际航运金融大厦
国际航运金融大厦是中華人民共和國上海市浦東新區的一幢232米高的摩天大樓，它共有53層，其中地下3層，地面50層，建築面積為12萬平方米，於1999年7月竣工開業。
該建築1至28樓是寫字樓，上海海神诺富特大酒店也在這幢建築內。酒店共有303間客房。大廈的第50層樓是屬於該酒店的旋转餐厅。

## 另見
- 上海市摩天大樓列表

## 外部連結
- 国际航运金融大厦在Emporis地產資料庫